# Asplenium longipes
Asplenium longipes är en svartbräkenväxtart som beskrevs av Fée. Asplenium longipes ingår i släktet Asplenium och familjen Aspleniaceae. Inga underarter finns listade.